# Quartiers de Buéa
Buéa ou Buea est une ville du Cameroun, chef-lieu de la région du Sud-Ouest. Ancienne capitale du Kamerun allemand (1901-1914) et du Cameroun britannique (1922-1961), elle est située dans le département du Fako à 1 000 m d'altitude au pied du Mont Cameroun, volcan en activité.

## Principaux quartiers

### Buéa Town
- Bokoko
- Bokwaongo
- Clerk's Quarter
- Federal Quarters
- Government Residential Area
- Great Soppo
- Mokunda
- Molyko
- Old-Government Station
- Small Soppo-Wonganga

### Buéa Rural
- Bonakanda
- Bova I
- Bulu
- Bwassa
- Bwiyuku
- Lower Bolifamba
- Mevio

### Bojongo
- Boana
- Bonjongo
- Ekonjo Village
- Ewongo
- Wututu

### Muéa
- Boanda
- Bokwai
- Bomaka
- Bolifamba
- Bonakanda
- Dibanda
- Ekande
- Liongo
- Lower Bokova
- Lower Muea
- Lysoka
- Maumu
- Muangai
- Mussaka
- Sasse
- Upper Muea
- Wokaka

## Chefferies traditionnelles
L'arrondissement compte 73 chefferies traditionnelles de 3e degré et 3 chefferies de 2e degré reconnues par le ministère de l'administration du territoire et de la décentralisation :
- 842 : Chefferie Upper Muéa
- 843 : Chefferie Great Soppo
- 844 : Chefferie Bojongho